# Eva Husson
Eva Husson (El Havre, 1977) es una directora de cine y guionista francesa.  Firmó su primer largometraje, Bang Gang (una historia de amor moderna), en 2015.

## Biografía
Eva Husson nació en el seno de una familia de origen español formada por exiliados republicanos que colaboraron en la resistencia francesa durante la Segunda Guerra Mundial. Entre sus familiares, su tío abuelo Albert Masó March fue un conocido miembro del POUM en España, del que durante su exilio en París, en plena ocupación alemana, creó un servicio de defensa formado por antiguos miembros del partido. Esta historia familiar fue el motor del guion de Hijas del sol, que explora el tema de la resistencia a la opresión fascista.

### Formación
Husson estudió en el American Film Institute; su cortometraje de graduación, Hope to Die (2004), fue nominado a los premios Student Academy de la American Society of Cinematographers y proyectado en festivales como Tribeca, Deauville o Los Ángeles.

##### Actriz
Con solo 14 años interpretó el papel de Julie en la película Les Romantiques de Christian Zarifian en 1994. Luego apareció en La revolución sexual no tuvo lugar de Judith Cahen, en 1999.
En 2013 dirigió un mediometraje titulado Aquellos para quienes siempre es complicado. Esta comedia en inglés, rodada en el Valle de la Muerte en 5 días con 3 actores, incluido su cercano colaborador Morgan Kibby, realizó giras por festivales y fue transmitida por el canal Arte en 2014.
En 2015, tras 6 años de trabajo en el guion, dirigió su primer largometraje, Bang Gang (una historia de amor moderna), producido por Didar Domehri. La película fue seleccionada para competir en el Festival Internacional de Cine de Toronto (TIFF), el Festival de Cine de Londres, el Festival de Cine Europeo de Les Arcs y el Festival de Cine de Jerusalén. La asociación Promouvoir exigió que la película fuera prohibida para menores de 18 años. En 2015, se inspiró en la lucha de combatientes kurdos, cautivos y esclavizados por sus enemigos, y la resistencia de sus mujeres protagonizaron su segunda película, Les Filles du soleil . Está filmada en Georgia de septiembre a novembre 2017, con Golshifteh Farahani y Emmanuelle Bercot . Fue seleccionada en competición oficial en el 71 Festival de Cannes 2018, pero fue un fracaso de crítica y público. 
Es miembro del colectivo 50/50 que tiene como objetivo promover la igualdad de género y la diversidad sexual en el cine y el audiovisual..

## Filmografía
| Año  | Película                                    | Papel                                                  | Notas        |
| ---- | ------------------------------------------- | ------------------------------------------------------ | ------------ |
| 1994 | Los románticos de Christian Zarifian        | Actriz (Julia)                                         | Largometraje |
| 1999 | La revolución sexual no sucedió             | Actriz (Eva)                                           | Largometraje |
| 2004 | esperanza de morir                          | Director, guionista, productor                         | Cortometraje |
| 2013 | Aquellos para quienes siempre es complicado | Director, guionista, productor, director de fotografía | Mediometraje |
| 2015 | Bang Gang (una historia de amor moderna)    | Directora, guionista                                   | Largometraje |
| 2018 | Hijas del sol                               | Directora, guionista                                   | Largometraje |
| 2021 | Domingo de cuidados maternales              | Director                                               | Largometraje |

## Reconocimientos
- Festival de Cine de Cannes 2018 : competición oficial con Les Filles du soleil
- Festival de Cine de Cannes 2021 : selección oficial fuera de competición con Mothering Sunday